# Коростенський лісгосп АПК
Дочірнє підприємство «Коростенський лісгосп АПК» — структурний підрозділ Житомирського обласного комунального агролісогосподарського підприємства «Житомироблагроліс»" Житомирської обласної ради.
Офіс знаходиться в місті Коростень Житомирської області.

## Історія
Підприємство було утворене 2000 року за рахунок колишніх колгоспних лісів.

## Лісовий фонд
Лісовий фонд підприємства розміщений на території Коростенського району.
Загальна площа лісового фонду складає 24204,4 га, з них під лісами — 23024,3 га (95,1%).

## Напрямки діяльності

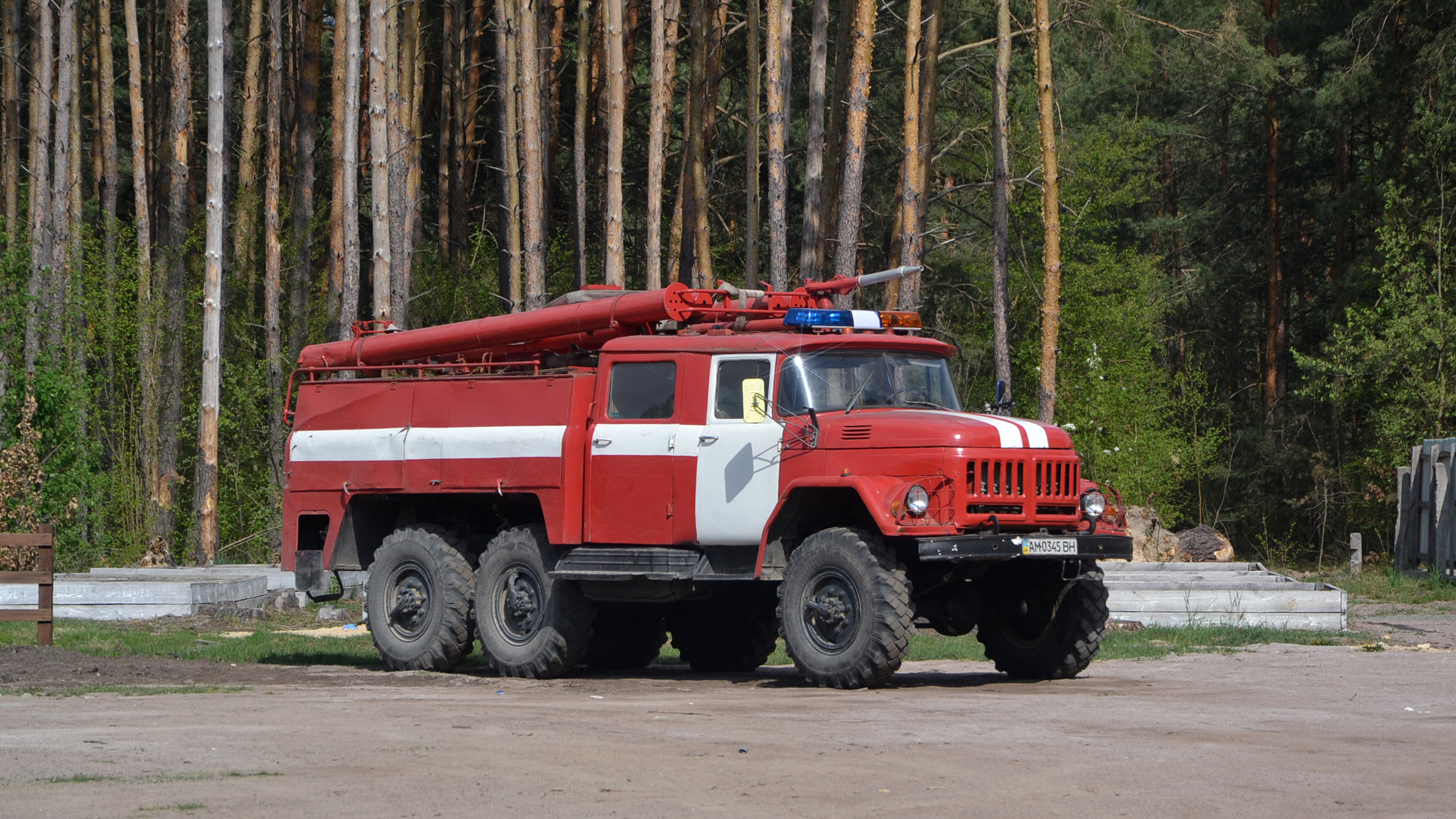
Пожежний автомобіль Ушомирського лісництва Коростенського лісгоспу АПК

- збереження лісового фонду та біорізноманіття
- проведення рубок
- охорона лісів від пожеж, хвороб та шкідників

## Структура
- Горщиківське лісництво
- Коростенське лісництво
- Меленівське лісництво
- Ушомирське лісництво

## Об'єкти природно-заповідного фонду
Природно-заповідний фонд представлений двома заказниками.